# Gottfried Bermann Fischer
Gottfried Bermann Fischer, alla nascita Gottfried Bermann (Gleiwitz, 31 luglio 1897 – Camaiore, 17 settembre 1995), è stato un editore e medico tedesco naturalizzato statunitense, amministratore delegato della casa editrice S. Fischer Verlag, fondatore della casa editrice Bermann Fischer Verlag.

## Biografia
Gottfried Bermann nacque a Gleiwitz, una cittadina dell'Alta Slesia oggi in Polonia, in una famiglia di religione israelita. Suo padre Salomon Bermann era medico. Gottfried partì volontario per la guerra nel 1915, subito dopo aver completato il liceo umanistico, e prestò servizio come ufficiale. Terminata la guerra, studiò medicina nelle università di Breslavia, Friburgo e di Monaco. Laureatosi nel 1923, lavorò per tre anni come assistente chirurgo a Berlino, nell'ospedale di Friedrichshain.
Nel 1924 Gottfried conobbe Brigitte Fischer (detta "Tutti"), figlia di Samuel Fischer, il più importante editore tedesco dell'epoca. Samuel Fischer era alla ricerca del successore della sua casa editrice, dopo la morte prematura del figlio Gerhart nel 1913, e convinse Gottfried Bermann a entrare nel consiglio di amministrazione della S. Fischer Verlag nell'ottobre 1925. Gottfried Bermann e Brigitte Fischer si sposarono nel febbraio 1926; dal matrimonio nacquero tre figlie: Gabrielle (1926–1972), Gisela (1929–2014) e Annette (1931-1996). Bermann divenne amministratore delegato della S. Fischer Verlag nel 1928. La situazione politica tedesca sempre più critica e le cattive condizioni di salute di Samuel Fischer suggerirono a Bermann di fondare in Svizzera già nel 1932 una società per azioni per gestire i diritti d'autore della casa editrice (AG für Verlagsrechte). L'attività editoriale della S. Fischer Verlag poté continuare anche dopo la morte di Samuel Fischer (15 ottobre 1934) perché il regime nazionalsocialista, salito al potere in Germania quell'anno, tentava di dare all'opinione pubblica straniera l'impressione di una certa liberalità. Fu progettato di dividere in due la S. Fischer Verlag: nella Germania nazista avrebbe continuato l'attività col vecchio nome diretta da Peter Suhrkamp, entrato nella casa editrice nel 1932 come caporedattore della rivista Neue Rundschau e cooptato nel consiglio di amministrazione nell'autunno del 1933; gli autori indesiderati dal regime nazionalsocialista per motivi politici o razziali sarebbero stati portati da Bermann Fischer in una nuova casa editrice da fondare in Austria. Il piano fu accettato dalle autorità naziste e Bermann Fischer lasciò la Germania nel 1936 con la moglie Brigitte e le loro tre figlie emigrando a Vienna dove fondò una nuova casa editrice, la Bermann Fischer Verlag, e continuò a pubblicare opere di autori di lingua tedesca come Thomas Mann, Alfred Döblin, Hugo von Hofmannsthal, Hermann Hesse, Arthur Schnitzler, Stefan Zweig e Carl Zuckmayer, che tuttavia non potevano essere distribuite nel Terzo Reich.
Il periodo di esilio di Bermann Fischer e dei suoi familiari fu alquanto convulso, ed è stato raccontato dallo stesso Bermann in Bedroht – bewahrt. Nel 1938 l'Anschluss li costrinse a lasciare precipitosamente l'Austria per rifugiarsi in Svizzera, raggiunta attraverso l'Italia. A Zurigo, dietro suggerimento di Franz Werfel, anch'egli fuggito dall'Austria, Bermann Fischer prese contatto con la casa editrice svedese Bonnier la quale acquistò il 51% della Bermann Fischer Verlag permettendo tuttavia ai Bermann Fischer di stabilirsi a Stoccolma per gestire la casa editrice. A causa delle simpatie del governo svedese per la Germania nazista, alla fine del 1939 Bermann Fischer e i suoi familiari furono soggetti a un periodo di "custodia preventiva" (internamento) che li spinse a trasferirsi negli Stati Uniti d'America, paese che raggiunsero nel giugno 1940 dopo un lungo viaggio attraverso l'URSS, il Giappone e le Hawaii. Bermann Fischer si stabilì a New York, dove continuò l'attività di editore in società con Fritz Helmut Landshoff, capo del dipartimento di lingua tedesca della Querido Verlag, col quale creò la società L. B. Fischer Corp. Nel 1944 Bermann Fischer e i suoi familiari ottennero la cittadinanza statunitense.

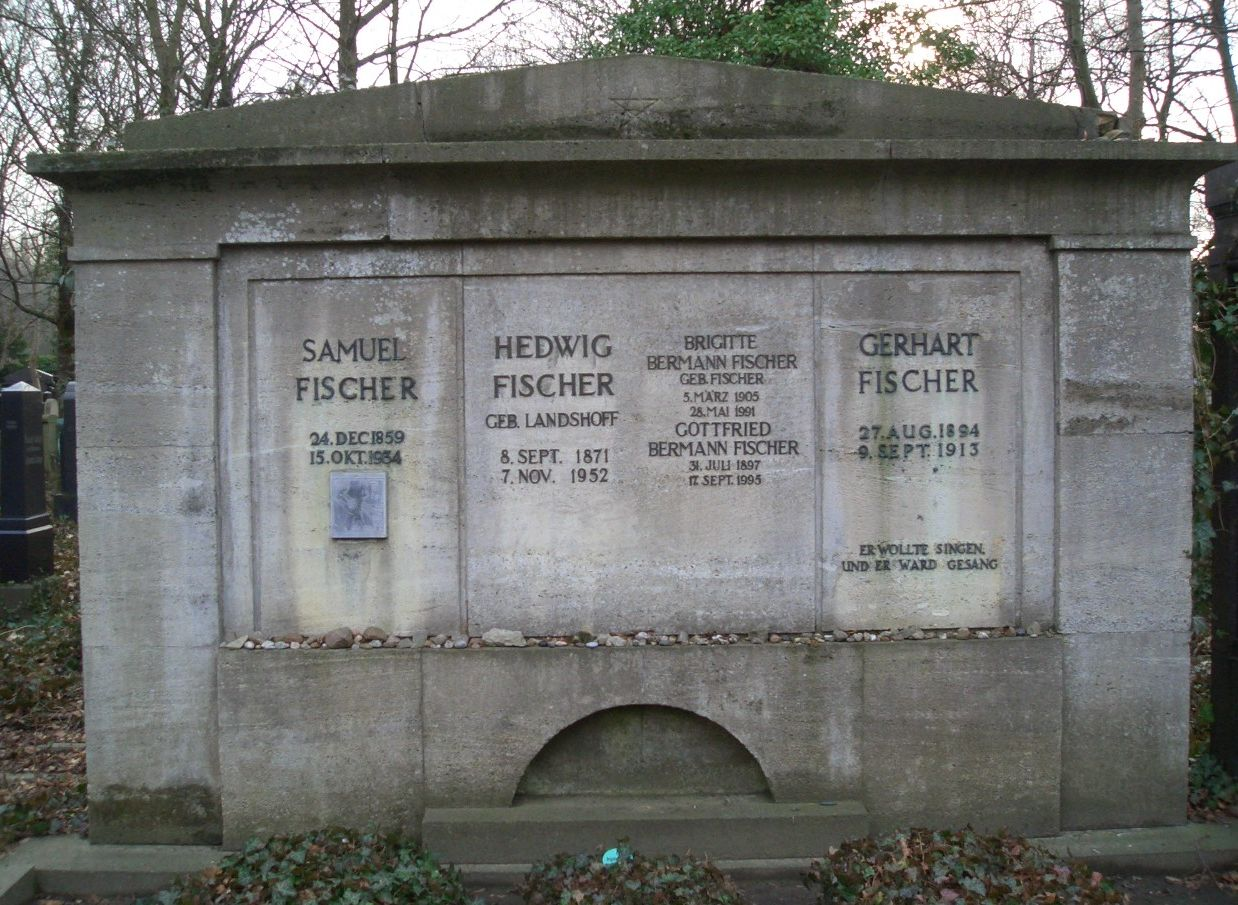
Tomba della famiglia Fischer a Weißensee

Terminata la seconda guerra mondiale Bermann Fischer ritornò in Europa, stabilendosi dapprima a Stoccolma, successivamente nel 1948 ad Amsterdam, dove in società con Fritz Helmut Landshoff fondò la Bermann Fischer / Querido Verlag, e infine a Vienna. Le trattative con Peter Suhrkamp, che aveva diretto la S. Fischer Verlag in Germania durante la dittatura nazista, furono tuttavia difficili; Bermann Fischer riebbe la casa editrice, ma venne data agli autori la libertà di scegliere se rimanere nella S. Fischer Verlag o passare alla Suhrkamp Verlag, la nuova casa editrice fondata da Peter Suhrkamp.
Bermann Fischer diresse nuovamente la S. Fischer Verlag fino al 1963, quando si ritirò dal lavoro. Nel 1965 si trasferì definitivamente in Versilia, a Pieve di Camaiore, dove si dedicò alla scultura. Morì in Toscana nel 1995 e fu seppellito a Berlino nel Cimitero ebraico di Weißensee.

## Opere
- (DE) Gottfried Bermann Fischer, Bedroht – bewahrt: der Weg eines Verlegers, Frankfurt am Main, S. Fischer, 1967, SBN IEI0020563.
- (DE) Gottfried Bermann Fischer e Thomas Mann, Thomas Mann. Briefwechsel mit seinem Verleger Gottfried Bermann Fischer 1932–1955, a cura di Peter de Mendelssohn, Frankfurt am Main, Fischer Taschenbuch, 1975, ISBN 3-10-048173-9, SBN UBO1915731.
- (DE) Gottfried Bermann Fischer, Lebendige Gegenwart: Reden und Aufsätze, seconda, Zürich ; Stuttgart, Classen, 1987, ISBN 3-7172-0348-7.
- (DE) Gottfried Bermann Fischer e Brigitte Bermann Fischer, Briefwechsel mit Autoren, Frankfurt am Main, S. Fischer, 1990, ISBN 3100216024, SBN UBO1115028.
- (DE) Gottfried Bermann Fischer, Wanderer durch ein Jahrhundert, Frankfurt am Main, Fischer Taschenbuch, 1994, ISBN 3-596-12176-0, SBN UBO1132336.
- (DE) Gottfried Bermann Fischer e Carl Zuckmayer, Briefwechsel : mit den Briefen von Alice Herdan-Zuckmayer und Brigitte Bermann Fischer, a cura di von Irene Nawrocka, 1: Briefe 1935-1977 ; Carl Zuckmayer, Gottfried Bermann Fischer ; Vol. 2: Kommentar, Göttingen, Wallstein Verlag, 2004, ISBN 389244627X, SBN IEI0314295.